# Gunnersdorf (Gemeinde Perschling)
Gunnersdorf ist eine Ortschaft und Katastralgemeinde in der Gemeinde Perschling im niederösterreichischen Bezirk St. Pölten. Das Dorf mit knapp 30 Häusern liegt einen Kilometer von Murstetten entfernt.

## Religion
Gunnersdorf gehört zur Pfarre Murstetten. Der Großteil der Einwohnerschaft bekennt sich zum katholischen Glauben, jedoch gibt es auch Anhänger der indischen und freikirchlichen Strömungen.

## Geschichte
Der Name des Dorfes stammt von einem reichen Gutsbesitzer „Gunner“, der einen sehr großen Hof besaß und dessen Knechte mit ihren Hütten neben diesem Gut den Grundstein für das Dorf legten.
Im Mittelalter lagen im Dorf fruchtbare Weingärten.
Direkt nach dem Zweiten Weltkrieg wurde ein Tunnel entdeckt, der von einem alten Bauernhaus bis in das benachbarte Murstetten führte. Es scheint gewiss, dass dies ein Rettungstunnel war, der vom berühmten Murstettener Wasserschloss bis hierher führte. Ob dieser Tunnel jedoch jemals benutzt wurde, ist nicht bekannt.